# Église de la Transfiguration (le Sauveur-sur-Kovalev)
Pour les articles homonymes, voir Église de la Transfiguration.
L'église de la Transfiguration (en russe : Церковь Преображения (Спаса на Ковалеве)) à Veliki Novgorod est le catholicon du monastère du Sauveur-sur-Kovalev, un des monastères construits dans la banlieue de la ville, grâce aux dons de riches et paroissiens célèbres. Elle a été édifiée vers 1345, à la demande d'Ontsiphore Jabine.

## Histoire et architecture

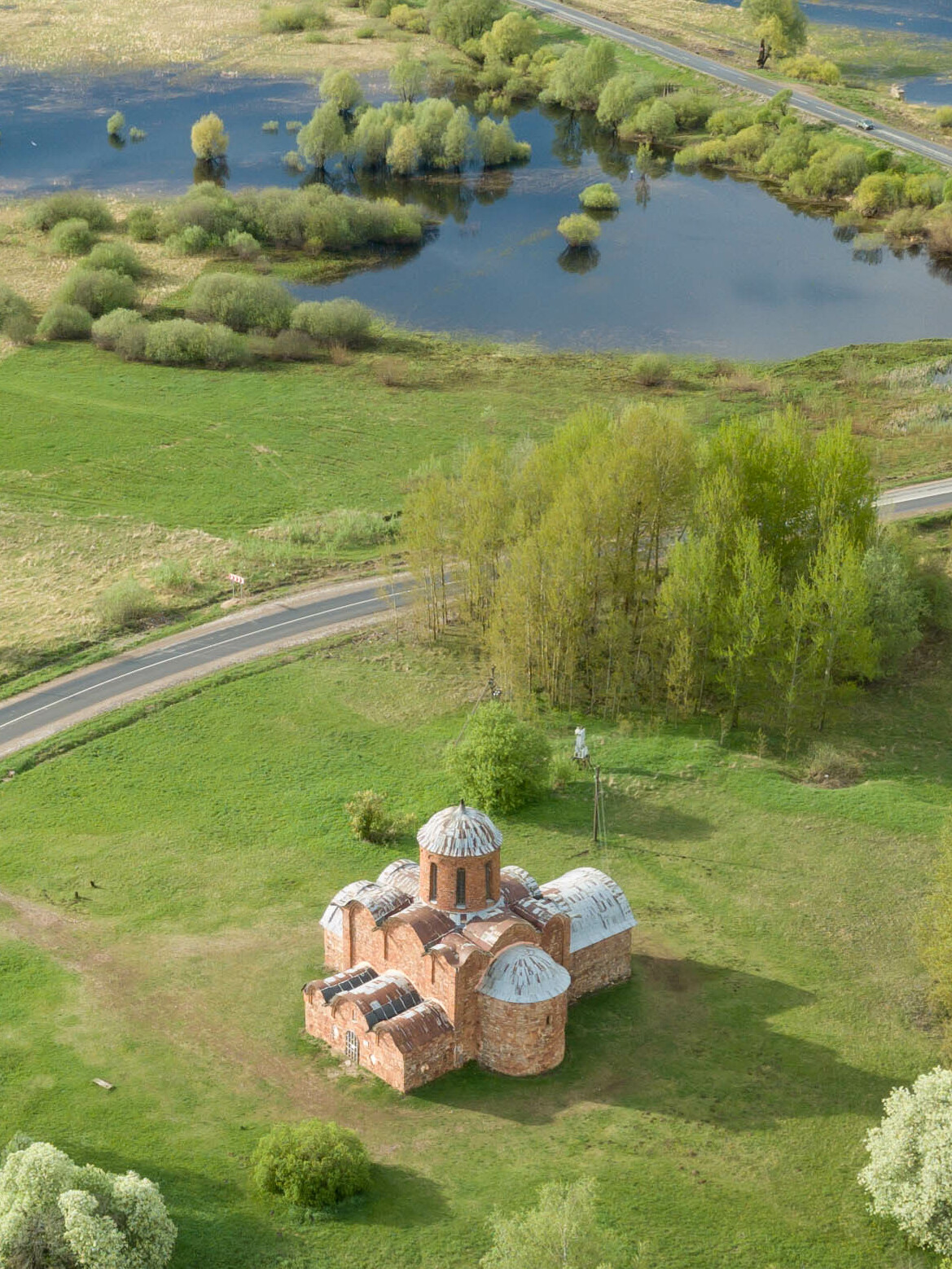
Église de la Transfiguration vue de haut

C'est une église à seule une abside et quatre piliers soutiennent la voûte du dôme unique. Elle est recouverte par des zakomars (caractéristiques de périodes plus anciennes). Les parois des façades sont séparées par des lésènes formant des arcatures aveugles qui font le tour de l'édifice et du tambour cylindrique de la coupole. Une seule abside lui est adjointe, comprenant plusieurs chapelles latérales à l'intérieur. Au sud de celle-ci, se situe une tombe familiale, probablement celle de la famille du fondateur le boyard Jabine. La chapelle où se trouve la croix en pierre est plus tardive (probablement début du XIVe siècle). Cette croix est probablement un don des ktitors.
Le monastère du Sauveur-sur-Kovalev a existé jusqu'en 1764, jusqu'aux réformes de sécularisation de Catherine II. Cette sécularisation, organisée par l'impératrice en 1764, a provoqué l'abolition de nombreux monastères et des prélèvements par l'État dans le patrimoine ecclésiastique. L'église par contre est restée en activité jusqu'au XXe siècle.

## Fresques

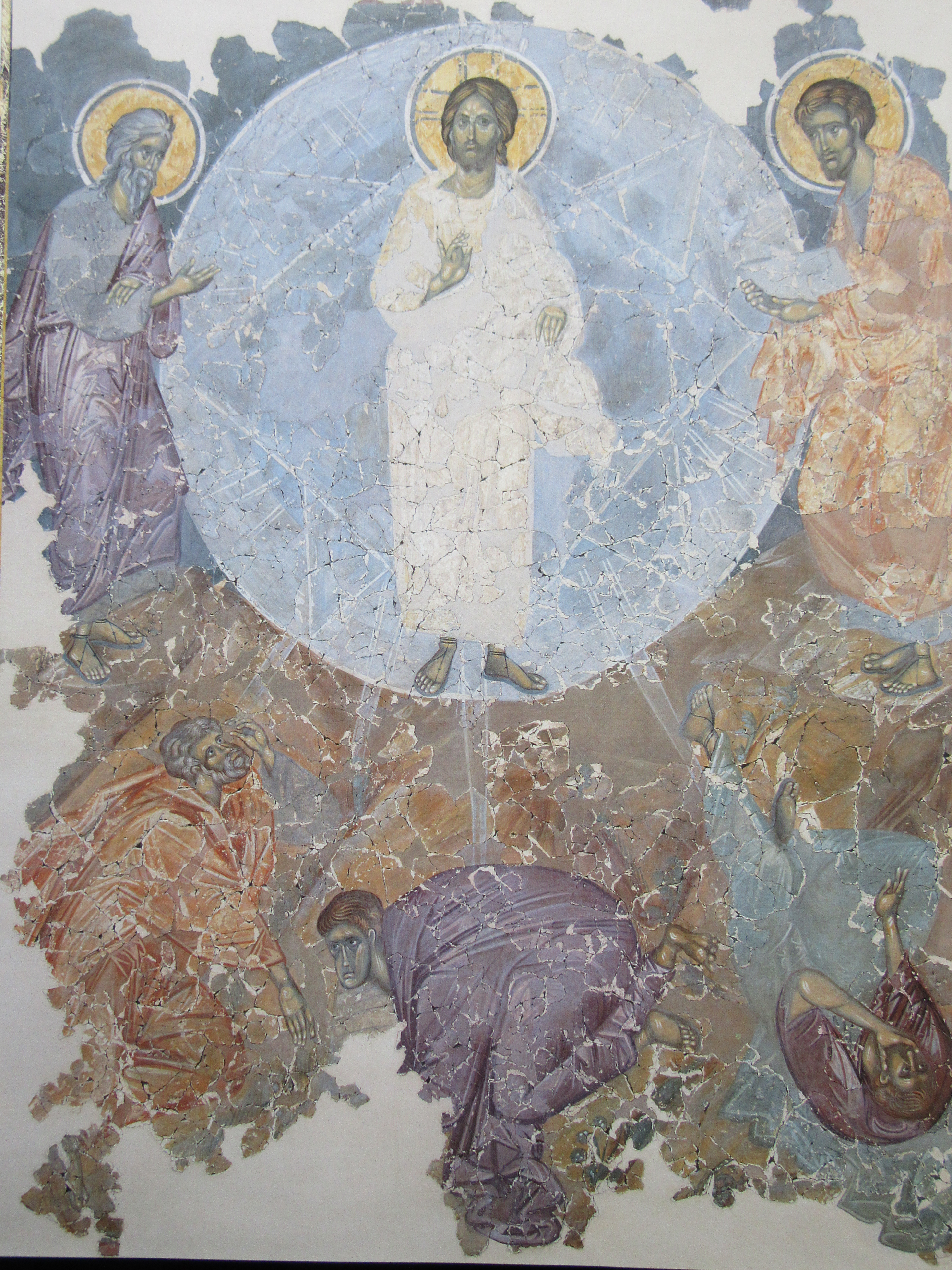
Transfiguration 1380 église du Sauveur -sur- Kovalev IMG 1026

Les fresques datent de la seconde moitié du XIVe siècle. Il semble qu'elles aient été recouvertes de blanc au XVIIIe siècle. Son effacement a commencé dans les années 1910 et se termina à l'époque soviétique sous la conduite de restaurateurs de l'ancienne école. En même temps, la documentation photographique existante sur ces fresques a été rendue accessible.

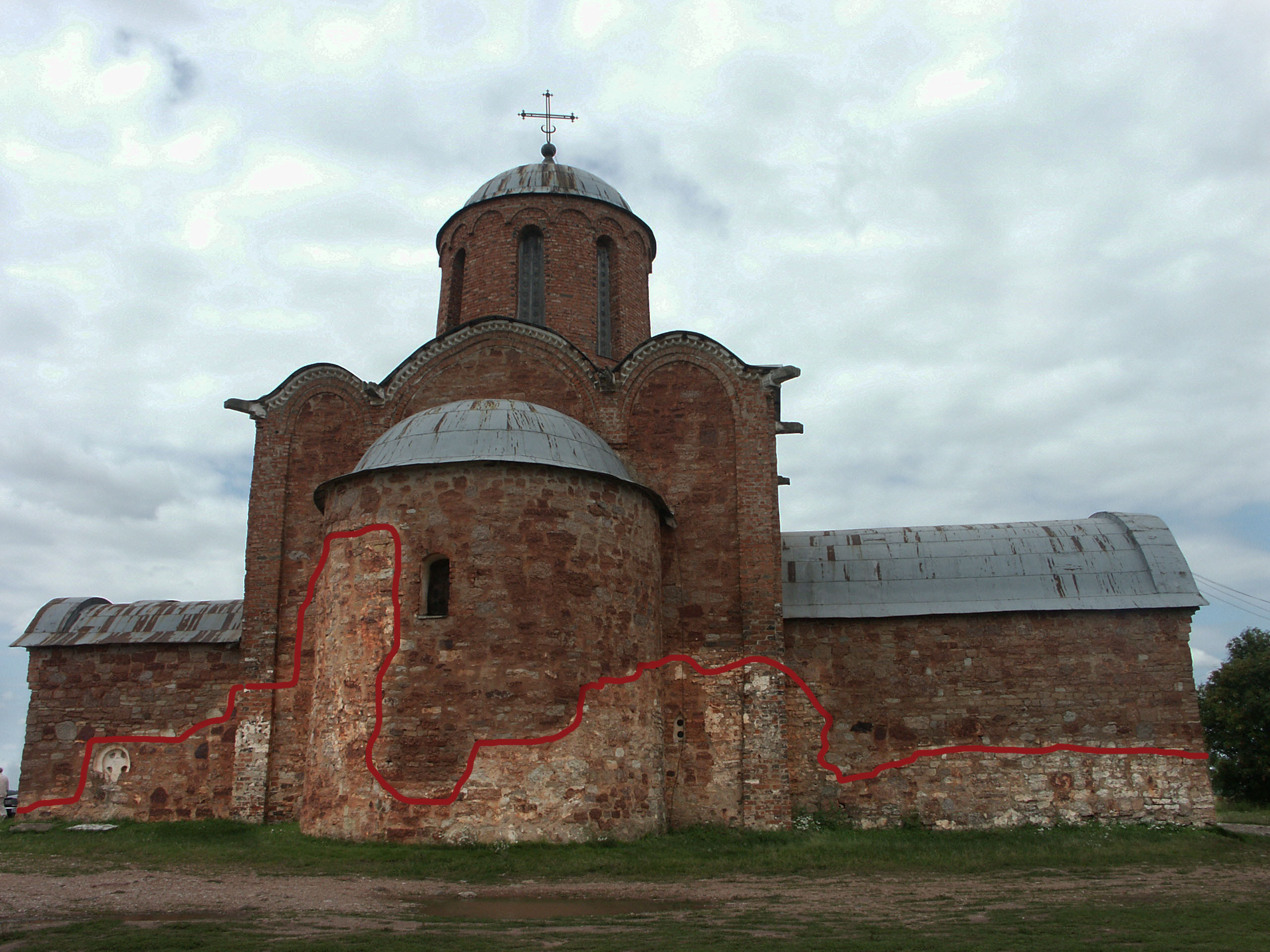
la ligne rouge indique la séparation entre les murs anciens et les nouveaux en 1970

Durant la Seconde Guerre mondiale l'édifice a été détruit pour la partie supérieure à 5 mètres. Suivant la version officielle l'église a été choisie par l'Armée Rouge comme point stratégique de défense, et comme tous ces axes de défense il a rendu la vie dure à l'ennemi allemand avant que l'armée rouge ne reprenne la ville de Novgorod.
C'est un véritable exploit que réalisèrent les restaurateurs Alexandre Petrovitch Grekov et Valentine Borisovna Grekova, qui à partir de 1965, à partir des plus petits fragments retrouvés, ont réussi à récupérer la peinture originale de l'église. En 1970, suivant le projet de L. E. Krasnoretchev, l'église actuelle a été reconstruite en incluant la partie des murs anciens qui subsistaient.

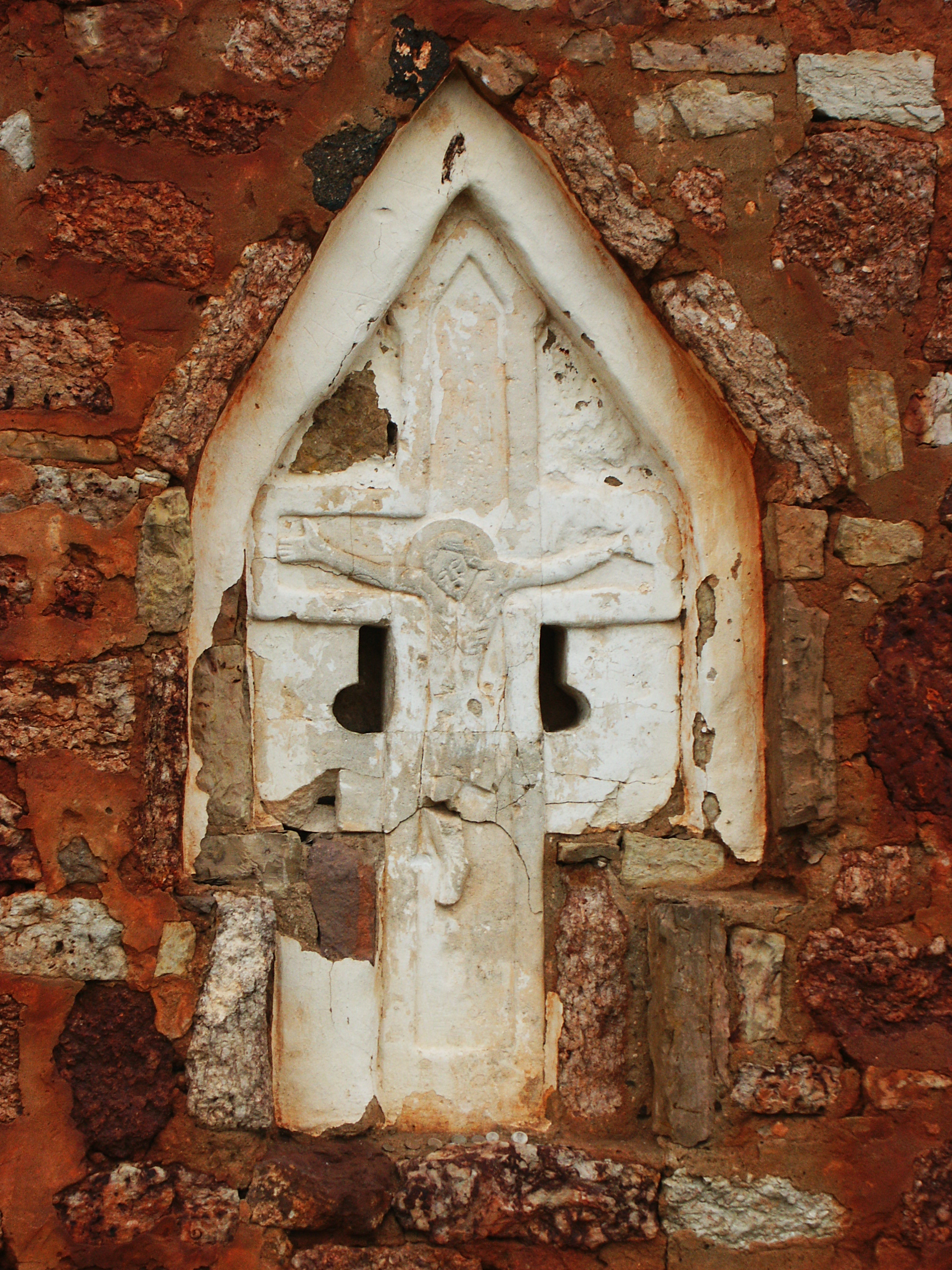
Croix en pierre dans le mur de la chapelle
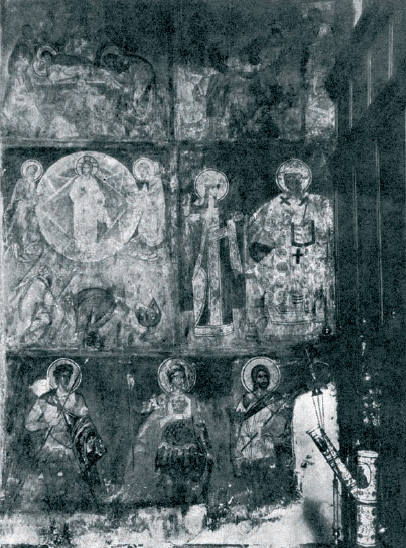
Murs nord avant la destruction
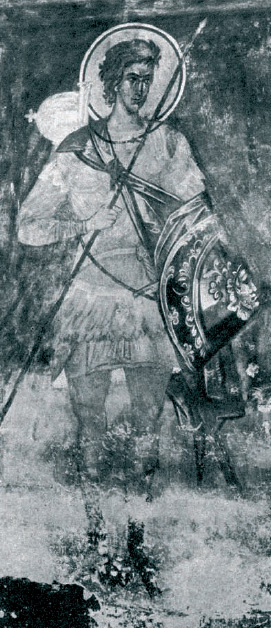
Guerrier(?)
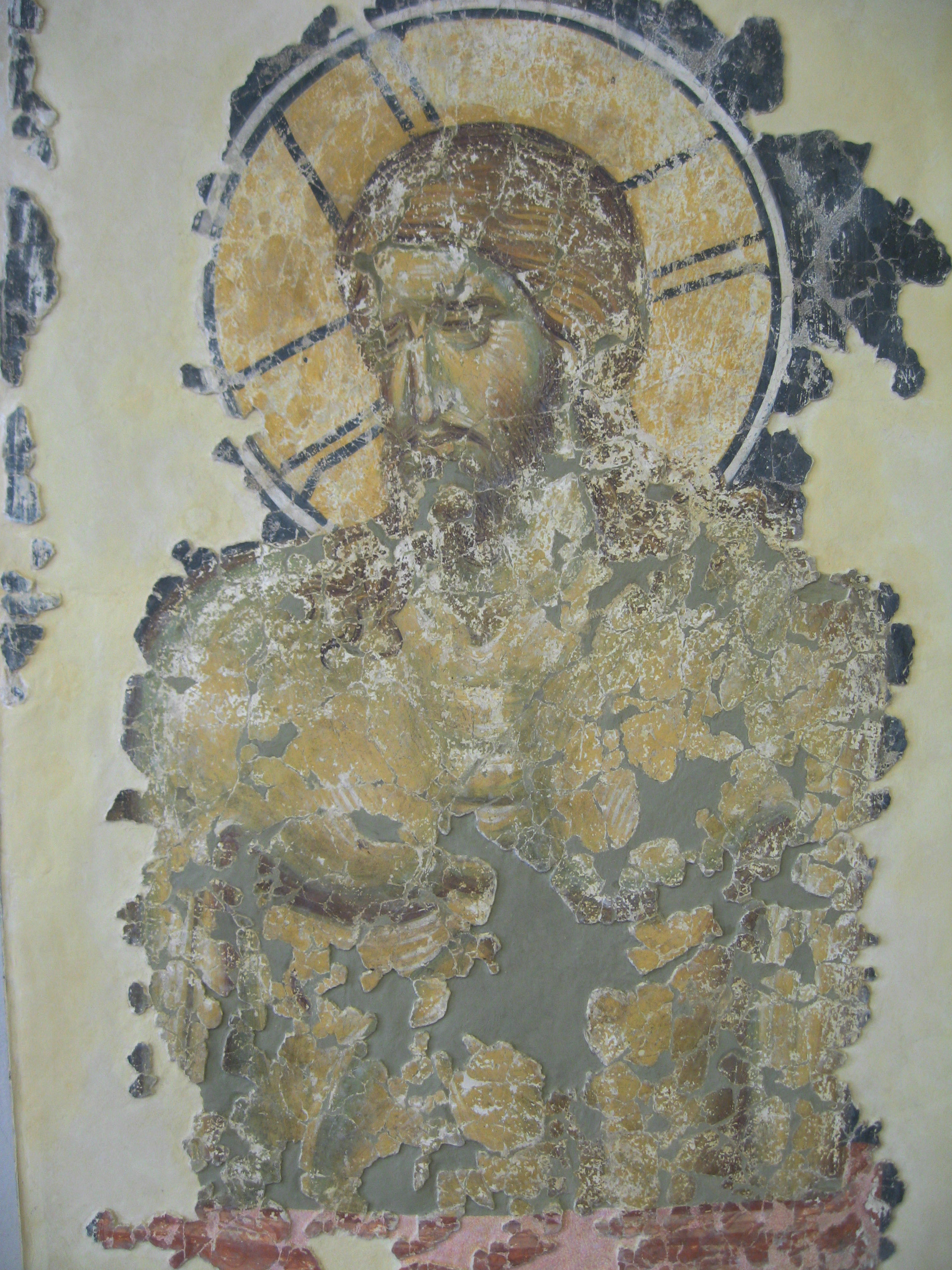
Fragment d'une fresque «Ne pleure pas sur moi, Mère»